# Kirsi Perälä
Kirsi Johanna Perälä (* 6. Mai 1982 in Forssa) ist eine ehemalige finnische Skilangläuferin.

## Werdegang
Perälä trat international erstmals bei den Nordischen Junioren-Skiweltmeisterschaften 2001 in Karpacz in Erscheinung. Dort gewann sie die Bronzemedaille im Sprint. Bei den Junioren-Weltmeisterschaften 2002 in Schonach im Schwarzwald wurde sie im Sprint Sechste und 25. über fünf Kilometer. Ihr erstes Weltcuprennen lief sie im März 2002 in Stockholm, welches sie auf dem 37. Platz im Sprint beendete. Im Januar 2003 holte sie bei der Winter-Universiade 2003 in Tarvisio Gold im Sprint und wurde 18. über fünf Kilometer. Zwei Monate später gewann sie beim Weltcup in Borlänge mit dem 11. Platz im Sprint ihre ersten Weltcuppunkte. In der Saison 2003/04 erreichte sie im Sprint mit dem zehnten Rang beim Weltcup in Nové Město und dem siebten Platz in Lahti ihre ersten Top-zehn-Platzierungen im Weltcup. Zu Beginn der folgenden Saison gelang ihr in Düsseldorf mit dem siebten Platz im Sprint erneut eine Platzierung unter den ersten zehn. Im weiteren Saisonverlauf erreichte sie bei sieben Weltcupeinzelteilnahmen fünfmal die Punkteränge und belegte damit den 36. Platz im Gesamtweltcup und den 17. Platz im Sprintweltcup. Dies sind ihre besten Platzierungen im Gesamt- und Sprintweltcup. Bei den Nordischen Skiweltmeisterschaften 2009 in Liberec errang sie den 23. Platz im Sprint. Im Januar 2010 erreichte sie in Otepää mit dem fünften Platz im Sprint ihr bestes Einzelresultat im Weltcup. Bei den Olympischen Winterspielen 2010 in Vancouver belegte sie den 19. Platz im Sprint. In der Saison 2010/11 gewann sie beim Scandinavian Cup zwei Sprintrennen und erreichte damit den achten Platz in der Cupgesamtwertung. Ihr letztes Weltcuprennen lief sie im Januar 2011 in Otepää, welches sie auf dem 26. Rang beendete.
Sie nahm an 52 Weltcupeinzelrennen teil und kam dabei 34-mal in die Punkteränge und fünfmal unter die ersten zehn. Seit ihrer Hochzeit trägt sie den Familiennamen Helen. Sie trat seither lediglich noch einmal bei einem FIS-Rennen über zehn Kilometer am 12. Februar 2017 in Hakunila, bei dem sie Elfte wurde, sportlich in Erscheinung.

## Erfolge

### Siege im Rollerski-Weltcup
| Nr. | Datum          | Ort          | Disziplin       |
| --- | -------------- | ------------ | --------------- |
| 1.  | 8. August 2009 | Kristiansund | Sprint Freistil |

### Siege bei Continental-Cup-Rennen
| Nr. | Datum            | Ort    | Disziplin        | Serie            |
| --- | ---------------- | ------ | ---------------- | ---------------- |
| 1.  | 2. Februar 2011  | Madona | Sprint Freistil  | Scandinavian Cup |
| 2.  | 25. Februar 2011 | Keuruu | Sprint klassisch | Scandinavian Cup |

## Teilnahmen an Weltmeisterschaften und Olympischen Winterspielen

### Olympische Spiele
- 2010 Vancouver: 19. Platz Sprint klassisch

### Nordische Skiweltmeisterschaften
- 2009 Liberec: 23. Platz Sprint Freistil

## Platzierungen im Weltcup

### Weltcup-Statistik
Die Tabelle zeigt die erreichten Platzierungen im Einzelnen.
- 1.–3. Platz: Anzahl der Podiumsplatzierungen
- Top 10: Anzahl der Platzierungen unter den ersten zehn
- Punkteränge: Anzahl der Platzierungen innerhalb der Punkteränge
- Starts: Anzahl gelaufener Rennen in der jeweiligen Disziplin
- Hinweis: Bei den Distanzrennen erfolgt die Einordnung gemäß FIS.

| Platzierung         | Distanzrennen a | Distanzrennen a | Distanzrennen a | Distanzrennen a | Distanzrennen a | Skiathlon Verfolgung | Sprint | Etappen- rennen b | Gesamt | Team c | Team c  |
| Platzierung         | ≤ 5 km          | ≤ 10 km         | ≤ 15 km         | ≤ 30 km         | > 30 km         | Skiathlon Verfolgung | Sprint | Etappen- rennen b | Gesamt | Sprint | Staffel |
| ------------------- | --------------- | --------------- | --------------- | --------------- | --------------- | -------------------- | ------ | ----------------- | ------ | ------ | ------- |
| 1. Platz            |                 |                 |                 |                 |                 |                      |        |                   |        |        |         |
| 2. Platz            |                 |                 |                 |                 |                 |                      |        |                   |        |        |         |
| 3. Platz            |                 |                 |                 |                 |                 |                      |        |                   |        |        |         |
| Top 10              |                 |                 |                 |                 |                 |                      | 5      |                   | 5      | 4      | 1       |
| Punkteränge         |                 |                 |                 |                 |                 |                      | 36     |                   | 36     | 5      | 1       |
| Starts              | 1               | 3               |                 |                 |                 | 3                    | 45     | 1                 | 53     | 5      | 1       |
| Stand: Karriereende |                 |                 |                 |                 |                 |                      |        |                   |        |        |         |

### Weltcup-Gesamtplatzierungen
| Saison  | Gesamt | Gesamt | Sprint | Sprint |
| Saison  | Punkte | Platz  | Punkte | Platz  |
| ------- | ------ | ------ | ------ | ------ |
| 2002/03 | 24     | 65.    | 24     | 46.    |
| 2003/04 | 110    | 42.    | 110    | 19.    |
| 2004/05 | 120    | 36.    | 120    | 17.    |
| 2005/06 | -      | -      | -      | -      |
| 2006/07 | 17     | 79.    | 17     | 46.    |
| 2007/08 | 61     | 51.    | 61     | 35.    |
| 2008/09 | 112    | 44.    | 112    | 22.    |
| 2009/10 | 113    | 54.    | 113    | 24.    |
| 2010/11 | 36     | 69.    | 36     | 45.    |